# Endstation (1973)
Endstation ist ein deutscher Spionagefilm von 1973 nach einem Drehbuch von John le Carré.

## Handlung
Der Mathematiker Alfred Frayne arbeitet für das britische Atomwaffenprogramm und ist deshalb zweimal wöchentlich auf der Zugstrecke zwischen London und Edinburgh unterwegs. Früher reiste er immer in netter Gesellschaft, doch seit ein paar Wochen ist sein Wagen immer leer. Eines Abends steigt in Edinburgh der junge Pfarrer Paul Bagley zu und nimmt in Fraynes Abteil Platz. Frayne vermutet sofort, dass es sich nicht um einen echten Pfarrer, sondern um einen Spion handelt, der auf ihn angesetzt wurde. Denn Frayne selbst hatte bis vor Kurzem Kontakt zu einem Spion des sowjetischen Geheimdienstes namens Charlie, dem er geheime Informationen weitergab. Der Kontakt brach ab, und Frayne befürchtet, dass er durch eine Unvorsichtigkeit Charlies Tod mitverursacht hat.
Das Gespräch zwischen Frayne und Bagley entwickelt sich zu einem psychologischen Duell, in dem beide versuchen, den anderen zur Preisgabe seiner wahren Identität und seiner Ziele zu verleiten. Letztendlich stellt sich Bagley als Agent des MI5 heraus. Frayne bemerkt zu spät, dass der Zug nach Edinburgh zurückgeleitet wird, wo man ihn festnimmt.

## Produktion
Der Film ist ein Remake des englischen Fernsehfilms End of the Line nach einem Originaldrehbuch von John le Carré, der am 29. Juni 1970 in der TV-Reihe The Armchair Theatre ausgestrahlt wurde. Die Übersetzung des Drehbuchs ins Deutsche besorgten Hubert von Bechtolsheim und Marianne de Barde. Die deutsche Verfilmung wurde vom Südfunk Stuttgart produziert und am 23. Januar 1973 zum ersten Mal ausgestrahlt.
Am 27. Februar 2009 erschien der Film in der Reihe Straßenfeger auf DVD, produziert von Studio Hamburg Enterprises.